# Síndrome de iridogoniodisgenesis-anomalías esqueléticas
El Síndrome de iridogoniodisgenesis-anomalías esqueléticas es una condición hereditaria infrecuente la cual se caracteriza principalmente por megalocornea, glaucoma, corectopia, atrofia estromal, e iris cóncavo. Se presentan dismorfismos faciales tales como una nariz ancha, filtrum largo, orejas grandes, tórax ancho, y pezones distantemente espaciados. También se presentan síntomas esqueléticos, tales como un adelgazamiento de los huesos largos, metáfisis anchas de dichos huesos, anomalías vertebrales generalizadas y osteopenia. Síntomas adicionales incluyen miopía severa.
Según OMIM, solo 6 casos de 2 familias en Jalisco, México han sido descritos en la literatura médica. Esta condición es heredada siguiendo un patrón de herencia autosómico recesivo.